# Jiří Ignác Linek
Jiří Ignác Linek, (o Linka), noto in tedesco anche come Georg Ignaz Linek (Bakov nad Jizerou, 21 gennaio 1725 – Bakov nad Jizerou, 30 dicembre 1791), è stato un compositore, insegnante e maestro di cappella ceco.

## Biografia
Jiří Ignác Linek nacque a Bakov nad Jizerou. Nonostante che nei registri ufficiali dell'epoca egli sia riportato sotto il cognome "Linka", durante la sua vita si firmò sempre usando il cognome "Linek"..
Ricevette i primi rudimenti di musica dall'organista Vaclav Cervenka a Mladá Boleslav. Dal 1735 al 1736 studiò al collegio dei Piaristi nella vicina Kosmonosy e successivamente fu allievo di Josef Seger (organista della Chiesa di Santa Maria di Týn), il quale gli impartì lezioni di composizione. Dal 1747 fino alla morte fu attivo come compositore, insegnante, maestro di cappella e membro dell'accademia letteraria di Bakov nad Jizerou. Morì di tubercolosi il 30 dicembre 1791, ma il suo luogo di sepoltura rimane tuttora ignoto.

## Considerazioni sull'artista
Linek scrisse durante la sua esistenza oltre 300 composizioni, gran parte delle quali sono rappresentate da lavori sacri e misura minore da composizioni per clavicembalo, suo strumento prediletto. Molte sue composizioni sacre furono scritte utilizzando testi in ceco. Compose almeno una trentina di pastorali (le sue opere più note), sepolcri pasquali e diversa musica dedicata a San Giovanni Nepomuceno.
Linek, tipico esempio del compositore ceco attivo nella aeree provinciali della Boemia settecentesca, seppe abilmente unire i rustici, melodiosi ed energetici elementi della musica popolare ceca ai canoni della musica colta della sua epoca.
Al giorno d'oggi Linek è conosciuto principalmente come autore di musica sacra natalizia. Le sue pastorelle Dobrou noc Ježíšku, Narodil se Kristus Pán e la sua messa natalizia vengono tuttora eseguiti nell'ambito dei festeggiamenti del Natale in Repubblica Ceca.